# BMW K1200 GT
La BMW K1200 GT è una motocicletta prodotta dalla casa motociclistica tedesca BMW Motorrad dal 2002 al 2008.

## Descrizione
A spingere la moto c'è un motore a quattro cilindri in linea da 1171 cm³ con distribuzione bialbero a 16 valvole.
Il propulsore è disposto frontemarcia. Il sistema sospensivo è composto all'anteriore da un Duolever con ammortizzatore centrale, mentre al posteriore è presente un monoammortizzatore.  
La seconda generazione della K1200GT, introdotta nel 2006, utilizza essenzialmente lo stesso motore da 1157 cm³ della BMW K1200S; oltre al propulsore più potente, la moto ha subìto un alleggerimento per ridurne il peso.